# Dear (киберспортсмен)
Бек Дон Джун (кор. 백동준, род. 25 мая 1994 года, Республика Корея), более известный под своим никнеймом Dear, — корейский профессиональный игрок в StarCraft II, играющий за расу протоссов и выступающий за команду KaiZi Gaming с 2020 года. Чемпион третьего сезона Global StarCraft II League 2013 года. По состоянию на 2020 год, за свою карьеру Dear заработал более 230 000 долларов призовых.

## Биография
В 2013 году Dear выиграл WCS Season 3 Korea GSL, одержав в финале победу над О «soO» Юн Су. Это дало ему право выступить на мировом финале третьего сезона, из которого он также вышел победителем, одержав сухую победу над Ким «Soulkey» Мин Чулом. В интервью после победы на GSL Dear упомянул, что подготовиться к играм ему помогал Ким «sOs» Ю Джин. По результатам выступлений в 2013 году, Dear получил путёвку на чемпионат мира 2013 года. Ростислав Груби в статье для журнала «Игромания» назвал Бек Дон Джуна игроком октября месяца.
Вскоре после BlizzCon команда SouL, под эгидой которой выступал Dear, закрылась из-за финансовых проблем. Вместо того, чтобы искать другую корейскую команду, Dear решил покинуть дом и вступил в немецкую команду mousesports. Однако спустя несколько недель mousesports решила сосредоточиться на западных игроках, в результате чего Dear снова потерял команду. Потеряв мотивацию и партнёров для тренировок, а также ослабнув после путешествий на иностранные турниры, Dear пропал из большого киберспорта.
Спустя некоторое время на Dear обратила внимание команда Samsung Galaxy, лишившаяся нескольких ключевых игроков, решивших завершить свои киберспортивные карьеры, и находившаяся в поисках нового системообразующего игрока, способного связать вместе новичков команды. Со временем Dear снова начал показывать хороший результат — топ-8 в первом сезоне StarCraft II StarLeague 2015 года, затем топ-4 в последнем сезоне Global StarCraft II League того же года.
В феврале 2020 года, за месяц до роспуска подразделения по StarCraft II команды Newbee, Dear перешёл из неё в команду KaiZi Gaming.

## Достижения
- 2013 WCS Season 3 Korea GSL: Premier League (1 место)[2]
- 2013 WCS Season 3 (1 место)[2]
- ASUS ROG Winter 2014 (2 место)
- 2015 Global StarCraft II League Season 3: Code S (3—4 место)[6]
- 2016 Global StarCraft II League Season 1: Code S (3—4 место)[7]
- 2016 Global StarCraft II League Season 2: Code S (3—4 место)[8]
- 2017 StarCraft II StarLeague Season 2 — Premier (4 место)[9]